# Batalha de Ergeme

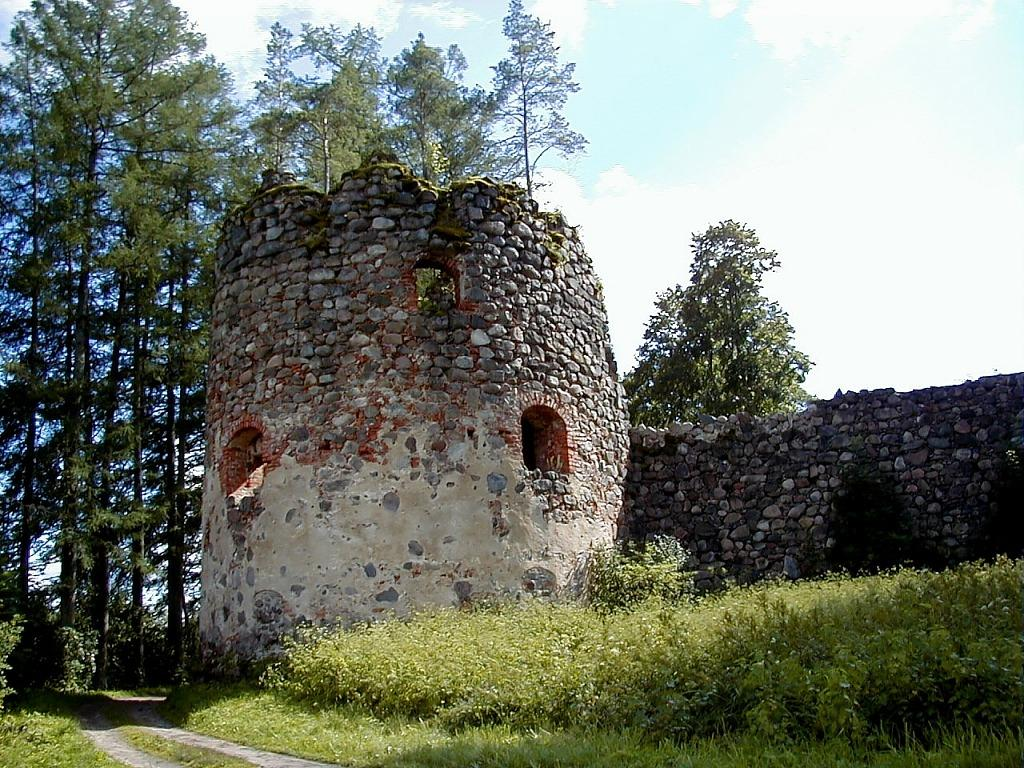
Ruínas do Castelo de Ērģeme.

A Batalha de Ergeme (estoniano: Härgmäe lahing; alemão: Schlacht bei Ermes; russo: сражение при Эрмесе; letão: Ērģemes kauja) aconteceu em 2 de agosto de 1560, na atual Letônia (perto de Valga) como parte da Guerra da Livônia entre as forças de Ivã IV da Rússia e a Confederação da Livônia. Foi a última batalha dos cavaleiros alemães da Livônia e uma importante vitória russa. A derrota dos cavaleiros foi tão marcante que a Confederação foi extinta.